# Motocross-Weltmeisterschaft 2015
Die Motocross-Weltmeisterschaft 2015 war die 59. Saison der Motocross-Weltmeisterschaft.
Die Saison begann am 28. Februar im katarischen Doha und endete am 20. September im US-amerikanischen San Bernardino.

## Übersicht

### Rennkalender
| #  | Datum             | Rennen                                  | Ort                   |
| -- | ----------------- | --------------------------------------- | --------------------- |
| 1  | 27.–28. Februar   | Großer Preis von Katar                  | Doha                  |
| 2  | 7.–8. März        | Großer Preis von Thailand               | Amphoe Nakhon Chai Si |
| 3  | 28.–29. März      | Großer Preis von Patagonien-Argentinien | Neuquén               |
| 4  | 18.–19. April     | Großer Preis von Trentino               | Pietramurata          |
| 5  | 25.–26. April     | Großer Preis von Europa                 | Valkenswaard          |
| 6  | 9.–10. Mai        | Großer Preis von Spanien                | Talavera de la Reina  |
| 7  | 23.–24. Mai       | Großer Preis von Großbritannien         | Matterley Basin       |
| 8  | 30.–31. Mai       | Großer Preis von Frankreich             | Villars-sous-Écot     |
| 9  | 13.–14. Juni      | Großer Preis von Italien                | Maggiora              |
| 10 | 20.–21. Juni      | Großer Preis von Deutschland            | Teutschenthal         |
| 11 | 4.–5. Juli        | Großer Preis von Schweden               | Uddevalla             |
| 12 | 11.–12. Juli      | Großer Preis von Lettland               | Ķegums                |
| 13 | 25.–26. Juli      | Großer Preis von Tschechien             | Loket                 |
| 14 | 1.–2. August      | Großer Preis von Belgien                | Lommel                |
| 15 | 22.–23. August    | Großer Preis der Lombardei              | Mantua                |
| 16 | 29.–30. August    | Großer Preis der Niederlande            | Assen                 |
| 17 | 12.–13. September | Großer Preis von León                   | León                  |
| 18 | 19.–20. September | Großer Preis der USA                    | Glen Helen            |

### Punktesystem
Weltmeister wurde derjenige Fahrer beziehungsweise Konstrukteur, der in seiner jeweiligen Klasse die meisten Punkte erzielt hatte. Die 20 erstplatzierten Fahrer jedes Rennens erhielten Punkte nach dem folgenden Schema.
| Punkteverteilung | Punkteverteilung | Punkteverteilung | Punkteverteilung | Punkteverteilung | Punkteverteilung | Punkteverteilung | Punkteverteilung | Punkteverteilung | Punkteverteilung | Punkteverteilung | Punkteverteilung | Punkteverteilung | Punkteverteilung | Punkteverteilung | Punkteverteilung | Punkteverteilung | Punkteverteilung | Punkteverteilung | Punkteverteilung | Punkteverteilung |
| ---------------- | ---------------- | ---------------- | ---------------- | ---------------- | ---------------- | ---------------- | ---------------- | ---------------- | ---------------- | ---------------- | ---------------- | ---------------- | ---------------- | ---------------- | ---------------- | ---------------- | ---------------- | ---------------- | ---------------- | ---------------- |
| Platz            | 1                | 2                | 3                | 4                | 5                | 6                | 7                | 8                | 9                | 10               | 11               | 12               | 13               | 14               | 15               | 16               | 17               | 18               | 19               | 20               |
| Punkte           | 25               | 22               | 20               | 18               | 16               | 15               | 14               | 13               | 12               | 11               | 10               | 9                | 8                | 7                | 6                | 5                | 4                | 3                | 2                | 1                |

In die Fahrerwertung flossen alle von dem jeweiligen Fahrer erzielten Punkte ein. In die Konstrukteurswertung flossen für jedes Rennen die durch den jeweils bestplatzierten Fahrer erzielten Punkte ein, der für den Konstrukteur startete.

## MXGP

### Rennergebnisse
| #  | Datum  | Grand Prix     | Ort                  | Grand Prix       | Grand Prix          | Grand Prix         | Sieger           | Sieger          | Gesamtführung   | Gesamtführung |
| #  | Datum  | Grand Prix     | Ort                  | Erster Platz     | Zweiter Platz       | Dritter Platz      | Rennen 1         | Rennen 2        | Fahrer          | Konstrukteur  |
| -- | ------ | -------------- | -------------------- | ---------------- | ------------------- | ------------------ | ---------------- | --------------- | --------------- | ------------- |
| 1  | 28.02. | Katar          | Doha                 | Maximilian Nagl  | Clément Desalle     | Gautier Paulin     | Maximilian Nagl  | Maximilian Nagl | Maximilian Nagl | Husqvarna     |
| 2  | 08.03. | Thailand       | Nakhon Chai Si       | Ryan Villopoto   | Clément Desalle     | Antonio Cairoli    | Ryan Villopoto   | Antonio Cairoli | Clément Desalle | Suzuki        |
| 3  | 29.03. | Argentinien    | Neuquén              | Maximilian Nagl  | Clément Desalle     | Antonio Cairoli    | Clément Desalle  | Maximilian Nagl | Clément Desalle | Suzuki        |
| 4  | 19.04. | Trentino       | Pietramurata         | Maximilian Nagl  | Antonio Cairoli     | Clément Desalle    | Antonio Cairoli  | Maximilian Nagl | Clément Desalle | Husqvarna     |
| 5  | 26.04. | Europa         | Valkenswaard         | Gautier Paulin   | Maximilian Nagl     | Clément Desalle    | Gautier Paulin   | Gautier Paulin  | Maximilian Nagl | Husqvarna     |
| 6  | 10.05. | Spanien        | Talavera de la Reina | Antonio Cairoli  | Maximilian Nagl     | Romain Febvre      | Maximilian Nagl  | Antonio Cairoli | Maximilian Nagl | Husqvarna     |
| 7  | 24.05. | Großbritannien | Matterley Basin      | Antonio Cairoli  | Clément Desalle     | Romain Febvre      | Antonio Cairoli  | Romain Febvre   | Maximilian Nagl | Husqvarna     |
| 8  | 31.05. | Frankreich     | Villars-sous-Écot    | Romain Febvre    | Jewgeni Bobryschew  | Antonio Cairoli    | Antonio Cairoli  | Romain Febvre   | Maximilian Nagl | Husqvarna     |
| 9  | 14.06. | Italien        | Maggiora             | Romain Febvre    | Kevin Strijbos      | Todd Waters        | Romain Febvre    | Kevin Strijbos  | Maximilian Nagl | Husqvarna     |
| 10 | 21.06. | Deutschland    | Teutschenthal        | Romain Febvre    | Gautier Paulin      | Kevin Strijbos     | Romain Febvre    | Gautier Paulin  | Romain Febvre   | Husqvarna     |
| 11 | 05.07. | Schweden       | Uddevalla            | Romain Febvre    | Jeremy Van Horebeek | Kevin Strijbos     | Romain Febvre    | Romain Febvre   | Romain Febvre   | Husqvarna     |
| 12 | 12.07. | Lettland       | Ķegums               | Glenn Coldenhoff | Gautier Paulin      | Romain Febvre      | Glenn Coldenhoff | Romain Febvre   | Romain Febvre   | Suzuki        |
| 13 | 26.07. | Tschechien     | Loket                | Romain Febvre    | Jewgeni Bobryschew  | Clément Desalle    | Romain Febvre    | Romain Febvre   | Romain Febvre   | Yamaha        |
| 14 | 02.08. | Belgien        | Lommel               | Shaun Simpson    | Gautier Paulin      | Romain Febvre      | Shaun Simpson    | Shaun Simpson   | Romain Febvre   | Yamaha        |
| 15 | 23.08. | Lombardei      | Mantua               | Romain Febvre    | Jeremy Van Horebeek | Jewgeni Bobryschew | Romain Febvre    | Romain Febvre   | Romain Febvre   | Yamaha        |
| 16 | 30.08. | Niederlande    | Assen                | Shaun Simpson    | Romain Febvre       | Glenn Coldenhoff   | Shaun Simpson    | Romain Febvre   | Romain Febvre   | Yamaha        |
| 17 | 13.09. | León           | León                 | Romain Febvre    | Shaun Simpson       | Jewgeni Bobryschew | Romain Febvre    | Romain Febvre   | Romain Febvre   | Yamaha        |
| 18 | 20.09. | USA            | Glen Helen           | Romain Febvre    | Josh Grant          | Cooper Webb        | Romain Febvre    | Josh Grant      | Romain Febvre   | Yamaha        |

### Fahrerwertung
| Rang | Fahrer              | Konstrukteur | Punkte |
| ---- | ------------------- | ------------ | ------ |
| 01.  | Romain Febvre       | Yamaha       | 735    |
| 02.  | Gautier Paulin      | Honda        | 592    |
| 03.  | Jewgeni Bobryschew  | Honda        | 567    |
| 04.  | Shaun Simpson       | KTM          | 481    |
| 05.  | Jeremy Van Horebeek | Yamaha       | 449    |
| 06.  | Maximilian Nagl     | Husqvarna    | 442    |
| 07.  | Antonio Cairoli     | KTM          | 432    |
| 08.  | Glenn Coldenhoff    | Suzuki       | 423    |
| 09.  | Todd Waters         | Husqvarna    | 354    |
| 10.  | Clément Desalle     | Suzuki       | 331    |
| 11.  | Dean Ferris         | Husqvarna    | 294    |
| 12.  | Kevin Strijbos      | Suzuki       | 287    |
| 13.  | Tyla Rattray        | Kawasaki     | 276    |
| 14.  | José Butrón         | KTM          | 233    |
| 15.  | David Philippaerts  | Yamaha       | 185    |
| 16.  | Christophe Charlier | Honda        | 183    |
| 17.  | Ken De Dycker       | KTM          | 155    |
| 18.  | Davide Guarneri     | TM           | 139    |
| 19.  | Steven Frossard     | Kawasaki     | 128    |
| 20.  | Ryan Villopoto      | Kawasaki     | 124    |
| 21.  | Filip Bengtsson     | Honda        | 107    |
| 22.  | Alessandro Lupino   | Honda        | 097    |
| 23.  | Nathan Watson       | Husqvarna    | 095    |
| 24.  | Tommy Searle        | KTM          | 094    |
| 25.  | Angus Heidecke      | KTM          | 059    |
| 26.  | Josh Grant          | Kawasaki     | 045    |
| 27.  | Kei Yamamoto        | Honda        | 043    |
| 28.  | Cooper Webb         | Yamaha       | 042    |
| 29.  | Xavier Boog         | Kawasaki     | 040    |
| 30.  | Rui Gonçalves       | Husqvarna    | 039    |
| 31.  | Dean Wilson         | KTM          | 032    |
| 32.  | Gregory Aranda      | Kawasaki     | 032    |
| 33.  | Gert Krestinov      | Honda        | 023    |
| 34.  | Dennis Ullrich      | Suzuki       | 023    |
| 35.  | Klemen Gerčar       | Husqvarna    | 023    |
| 36.  | Jeffrey Dewulf      | Yamaha       | 021    |
| 37.  | Adam Sterry         | KTM          | 021    |
| 38.  | Jason Anderson      | Husqvarna    | 018    |

| Rang | Fahrer                | Konstrukteur | Punkte |
| ---- | --------------------- | ------------ | ------ |
| 39.  | Davi Millsaps         | KTM          | 016    |
| 40.  | Priit Rätsep          | Honda        | 016    |
| 41.  | Tanel Leok            | Kawasaki     | 015    |
| 42.  | Cedric Soubeyras      | Yamaha       | 015    |
| 43.  | Andres Benenaula      | Honda        | 014    |
| 44.  | Matevz Irt            | Yamaha       | 013    |
| 45.  | Mike Alessi           | Suzuki       | 012    |
| 46.  | Lukas Neurauter       | KTM          | 012    |
| 47.  | Alexis Garza          | Kawasaki     | 012    |
| 48.  | Pier Filippo Bertuzzo | Yamaha       | 012    |
| 49.  | Marvin Musquin        | KTM          | 011    |
| 50.  | Nicolas Aubin         | Suzuki       | 011    |
| 51.  | Jake Nicholls         | KTM          | 011    |
| 52.  | Jérémy Delincé        | Honda        | 011    |
| 53.  | Dāvis Ivanovs         | Kawasaki     | 011    |
| 54.  | Ben Townley           | Honda        | 010    |
| 55.  | Eduardo Andrade       | Yamaha       | 009    |
| 56.  | Mike Vanderstraeten   | Yamaha       | 009    |
| 57.  | Kevin Wouts           | KTM          | 007    |
| 58.  | Romero Justiniano     | Suzuki       | 007    |
| 59.  | Paul Coates           | Yamaha       | 007    |
| 60.  | Donovan García        | Suzuki       | 007    |
| 61.  | Jesper Jönsson        | Husqvarna    | 006    |
| 62.  | Kirk Gibbs            | KTM          | 005    |
| 63.  | Eduardo Martínez      | Suzuki       | 005    |
| 64.  | Antonio Balbi         | Kawasaki     | 004    |
| 65.  | Maxim Nasarow         | KTM          | 004    |
| 66.  | Fabien Izoird         | Honda        | 003    |
| 67.  | Nikolaj Larsen        | Husqvarna    | 002    |
| 68.  | Yutaka Hoshino        | KTM          | 002    |
| 69.  | Stuart Edmonds        | Honda        | 002    |
| 70.  | Ludovic Macler        | Suzuki       | 002    |
| 71.  | Irwin Graeme          | Suzuki       | 002    |
| 72.  | Mike Gijsbertsen      | Kawasaki     | 002    |
| 73.  | Bryan Boulard         | Honda        | 001    |
| 74.  | Alfie Smith           | Yamaha       | 001    |
| 75.  | Riley Brough          | Honda        | 001    |

### Konstrukteurswertung
| \| Rang \| Konstrukteur \| Punkte \| \| ---- \| ------------ \| ------ \| \| 01. \| Yamaha \| 743 \| \| 02. \| KTM \| 706 \| \| 03. \| Suzuki \| 678 \| \| 04. \| Honda \| 678 \| \| 05. \| Husqvarna \| 630 \| \| 06. \| Kawasaki \| 439 \| \| 07. \| TM \| 139 \| |              |        |
| Rang | Konstrukteur | Punkte |
| 01. | Yamaha       | 743    |
| 02. | KTM          | 706    |
| 03. | Suzuki       | 678    |
| 04. | Honda        | 678    |
| 05. | Husqvarna    | 630    |
| 06. | Kawasaki     | 439    |
| 07. | TM           | 139    |

## MX2

### Rennergebnisse
| #  | Datum  | Grand Prix     | Ort                  | Grand Prix       | Grand Prix       | Grand Prix        | Sieger           | Sieger           | Gesamtführung    | Gesamtführung |
| #  | Datum  | Grand Prix     | Ort                  | Erster Platz     | Zweiter Platz    | Dritter Platz     | Rennen 1         | Rennen 2         | Fahrer           | Konstrukteur  |
| -- | ------ | -------------- | -------------------- | ---------------- | ---------------- | ----------------- | ---------------- | ---------------- | ---------------- | ------------- |
| 1  | 28.02. | Katar          | Doha                 | Jeffrey Herlings | Julien Lieber    | Dylan Ferrandis   | Jeffrey Herlings | Jeffrey Herlings | Jeffrey Herlings | KTM           |
| 2  | 08.03. | Thailand       | Nakhon Chai Si       | Jeffrey Herlings | Pauls Jonass     | Dylan Ferrandis   | Jeffrey Herlings | Jeffrey Herlings | Jeffrey Herlings | KTM           |
| 3  | 29.03. | Argentinien    | Neuquén              | Dylan Ferrandis  | Pauls Jonass     | Jeremy Seewer     | Dylan Ferrandis  | Jeffrey Herlings | Jeffrey Herlings | KTM           |
| 4  | 19.04. | Trentino       | Pietramurata         | Tim Gajser       | Jeffrey Herlings | Jordi Tixier      | Jeffrey Herlings | Tim Gajser       | Jeffrey Herlings | KTM           |
| 5  | 26.04. | Europa         | Valkenswaard         | Jeffrey Herlings | Jordi Tixier     | Alexander Tonkow  | Jeffrey Herlings | Jeffrey Herlings | Jeffrey Herlings | KTM           |
| 6  | 10.05. | Spanien        | Talavera de la Reina | Valentin Guillod | Jeffrey Herlings | Jordi Tixier      | Jeffrey Herlings | Valentin Guillod | Jeffrey Herlings | KTM           |
| 7  | 24.05. | Großbritannien | Matterley Basin      | Valentin Guillod | Jeffrey Herlings | Jordi Tixier      | Jeffrey Herlings | Valentin Guillod | Jeffrey Herlings | KTM           |
| 8  | 31.05. | Frankreich     | Villars-sous-Écot    | Jeffrey Herlings | Tim Gajser       | Jordi Tixier      | Jeffrey Herlings | Jeffrey Herlings | Jeffrey Herlings | KTM           |
| 9  | 14.06. | Italien        | Maggiora             | Tim Gajser       | Jeffrey Herlings | Jeremy Seewer     | Alexander Tonkow | Jeffrey Herlings | Jeffrey Herlings | KTM           |
| 10 | 21.06. | Deutschland    | Teutschenthal        | Tim Gajser       | Max Anstie       | Valentin Guillod  | Tim Gajser       | Max Anstie       | Jeffrey Herlings | KTM           |
| 11 | 05.07. | Schweden       | Uddevalla            | Tim Gajser       | Valentin Guillod | Jeremy Seewer     | Jeffrey Herlings | Tim Gajser       | Jeffrey Herlings | KTM           |
| 12 | 12.07. | Lettland       | Ķegums               | Max Anstie       | Pauls Jonass     | Harri Kullas      | Max Anstie       | Max Anstie       | Jeffrey Herlings | KTM           |
| 13 | 26.07. | Tschechien     | Loket                | Valentin Guillod | Pauls Jonass     | Jordi Tixier      | Max Anstie       | Valentin Guillod | Jeffrey Herlings | KTM           |
| 14 | 02.08. | Belgien        | Lommel               | Max Anstie       | Pauls Jonass     | Petar Petrow      | Max Anstie       | Max Anstie       | Pauls Jonass     | KTM           |
| 15 | 23.08. | Lombardei      | Mantua               | Max Anstie       | Tim Gajser       | Pauls Jonass      | Max Anstie       | Max Anstie       | Pauls Jonass     | KTM           |
| 16 | 30.08. | Niederlande    | Assen                | Tim Gajser       | Max Anstie       | Brent Van doninck | Tim Gajser       | Max Anstie       | Tim Gajser       | KTM           |
| 17 | 13.09. | León           | León                 | Thomas Covington | Tim Gajser       | Benoît Paturel    | Pauls Jonass     | Thomas Covington | Tim Gajser       | KTM           |
| 18 | 20.09. | USA            | Glen Helen           | Jessy Nelson     | Shane McElrath   | Valentin Guillod  | Jessy Nelson     | Jessy Nelson     | Tim Gajser       | KTM           |

### Fahrerwertung
| Rang | Fahrer             | Konstrukteur | Punkte |
| ---- | ------------------ | ------------ | ------ |
| 01.  | Tim Gajser         | Honda        | 589    |
| 02.  | Pauls Jonass       | KTM          | 564    |
| 03.  | Max Anstie         | Kawasaki     | 537    |
| 04.  | Valentin Guillod   | Yamaha       | 511    |
| 05.  | Jeremy Seewer      | Suzuki       | 496    |
| 06.  | Julien Lieber      | Yamaha       | 430    |
| 07.  | Jeffrey Herlings   | KTM          | 423    |
| 08.  | Jordi Tixier       | Kawasaki     | 393    |
| 09.  | Benoît Paturel     | Yamaha       | 376    |
| 10.  | Petar Petrow       | Kawasaki     | 324    |
| 11.  | Brian Bogers       | KTM          | 310    |
| 12.  | Thomas Covington   | Kawasaki     | 285    |
| 13.  | Brent Van doninck  | Yamaha       | 272    |
| 14.  | Alexander Tonkow   | Husqvarna    | 256    |
| 15.  | Dylan Ferrandis    | Kawasaki     | 205    |
| 16.  | Ivo Monticelli     | KTM          | 195    |
| 17.  | Harri Kullas       | Husqvarna    | 181    |
| 18.  | Roberts Justs      | KTM          | 181    |
| 19.  | Wsewolod Bryljakow | Honda        | 170    |
| 20.  | Jens Getteman      | Honda        | 129    |
| 21.  | Ben Watson         | KTM          | 127    |
| 22.  | Samuele Bernardini | TM           | 113    |
| 23.  | Henry Jacobi       | KTM          | 104    |
| 24.  | Davy Pootjes       | KTM          | 097    |
| 25.  | Jorge Zaragoza     | Honda        | 068    |
| 26.  | Adam Sterry        | KTM          | 051    |
| 27.  | Jessy Nelson       | KTM          | 050    |
| 28.  | Anton Lundgren     | Husqvarna    | 050    |
| 29.  | Shane McElrath     | KTM          | 042    |
| 30.  | Calvin Vlaanderen  | KTM          | 039    |
| 31.  | Mel Pocock         | Kawasaki     | 036    |
| 32.  | Damon Graulus      | Yamaha       | 033    |

| Rang | Fahrer                | Konstrukteur | Punkte |
| ---- | --------------------- | ------------ | ------ |
| 33.  | Chris Alldredge       | Kawasaki     | 030    |
| 34.  | Pascal Rauchenecker   | KTM          | 029    |
| 35.  | Kevin Fors            | KTM          | 028    |
| 36.  | Karel Kutsar          | KTM          | 025    |
| 37.  | Wjatscheslaw Golowkin | KTM          | 022    |
| 38.  | Brian Hsu             | Suzuki       | 018    |
| 39.  | Nahuel Kriger         | Yamaha       | 027    |
| 40.  | Michael Iwanow        | Husqvarna    | 013    |
| 41.  | Bas Vaessen           | Suzuki       | 011    |
| 42.  | David Herbreteau      | Kawasaki     | 011    |
| 43.  | Micha-Boy de Waal     | Kawasaki     | 011    |
| 44.  | Nicola Recchia        | Yamaha       | 010    |
| 45.  | Alejandro Rugerio     | Yamaha       | 010    |
| 46.  | Gota Otsuka           | Honda        | 010    |
| 47.  | Davide Bonini         | Husqvarna    | 007    |
| 48.  | Artjom Gurjew         | KTM          | 007    |
| 49.  | Brandan Leith         | Kawasaki     | 007    |
| 50.  | Maxime Desprey        | Kawasaki     | 007    |
| 51.  | Gradie Featherstone   | Honda        | 005    |
| 52.  | Christopher Valente   | KTM          | 005    |
| 53.  | Tomasz Wysocki        | KTM          | 003    |
| 54.  | Jordan Lacan          | Honda        | 003    |
| 55.  | Sullivan Jaulin       | Honda        | 003    |
| 56.  | Theodore Pauli        | Kawasaki     | 002    |
| 57.  | Giuseppe Tropepe      | Honda        | 002    |
| 58.  | Nicholas Lapucci      | Honda        | 002    |
| 59.  | Jordan Booker         | KTM          | 002    |
| 60.  | Simon Mallet          | Honda        | 002    |
| 61.  | Thanarat Penjan       | Honda        | 001    |
| 62.  | Simone Furlotti       | KTM          | 001    |
| 63.  | Juan Pablo Luzzardi   | Honda        | 001    |
| 64.  | Eddie Hjortmarker     | KTM          | 001    |

### Konstrukteurswertung
| \| Rang \| Konstrukteur \| Punkte \| \| ---- \| ------------ \| ------ \| \| 01. \| KTM \| 779 \| \| 02. \| Kawasaki \| 755 \| \| 03. \| Yamaha \| 645 \| \| 04. \| Honda \| 630 \| \| 05. \| Suzuki \| 497 \| \| 06. \| Husqvarna \| 444 \| \| 07. \| TM \| 113 \| |              |        |
| Rang | Konstrukteur | Punkte |
| 01. | KTM          | 779    |
| 02. | Kawasaki     | 755    |
| 03. | Yamaha       | 645    |
| 04. | Honda        | 630    |
| 05. | Suzuki       | 497    |
| 06. | Husqvarna    | 444    |
| 07. | TM           | 113    |

## WMX

### Rennergebnisse
| # | Datum  | Grand Prix     | Ort               | Grand Prix       | Grand Prix       | Grand Prix          | Sieger           | Sieger           | Gesamtführung   | Gesamtführung |
| # | Datum  | Grand Prix     | Ort               | Erster Platz     | Zweiter Platz    | Dritter Platz       | Rennen 1         | Rennen 2         | Fahrer          | Konstrukteur  |
| - | ------ | -------------- | ----------------- | ---------------- | ---------------- | ------------------- | ---------------- | ---------------- | --------------- | ------------- |
| 1 | 28.02. | Katar          | Doha              | Livia Lancelot   | Kiara Fontanesi  | Meghan Rutledge     | Livia Lancelot   | Livia Lancelot   | Livia Lancelot  | Kawasaki      |
| 2 | 08.03. | Thailand       | Nakhon Chai Si    | Kiara Fontanesi  | Livia Lancelot   | Meghan Rutledge     | Kiara Fontanesi  | Kiara Fontanesi  | Kiara Fontanesi | Yamaha        |
| 3 | 24.05. | Großbritannien | Matterley Basin   | Livia Lancelot   | Stephanie Laier  | Nancy van de Ven    | Livia Lancelot   | Livia Lancelot   | Livia Lancelot  | Kawasaki      |
| 4 | 31.05. | Frankreich     | Villars-sous-Écot | Kiara Fontanesi  | Nancy van de Ven | Madison Brown       | Livia Lancelot   | Kiara Fontanesi  | Livia Lancelot  | Yamaha        |
| 5 | 21.06. | Deutschland    | Teutschenthal     | Kiara Fontanesi  | Livia Lancelot   | Stephanie Laier     | Kiara Fontanesi  | Kiara Fontanesi  | Livia Lancelot  | Yamaha        |
| 6 | 26.07. | Tschechien     | Loket             | Nancy van de Ven | Kiara Fontanesi  | Amandine Verstappen | Nancy van de Ven | Nancy van de Ven | Kiara Fontanesi | Yamaha        |

### Fahrerwertung
| Rang | Fahrer              | Konstrukteur | Punkte |
| ---- | ------------------- | ------------ | ------ |
| 01.  | Kiara Fontanesi     | Yamaha       | 260    |
| 02.  | Livia Lancelot      | Kawasaki     | 242    |
| 03.  | Nancy van de Ven    | Yamaha       | 229    |
| 04.  | Amandine Verstappen | KTM          | 176    |
| 05.  | Genette Våge        | KTM          | 150    |
| 06.  | Justine Charroux    | Yamaha       | 147    |
| 07.  | Francesca Nocera    | Suzuki       | 127    |
| 08.  | Virginie Germond    | Suzuki       | 104    |
| 09.  | Madison Brown       | Yamaha       | 099    |
| 10.  | Marianne Veenstra   | Husqvarna    | 092    |
| 11.  | Stephanie Laier     | KTM          | 080    |
| 12.  | Meghan Rutledge     | Kawasaki     | 078    |
| 13.  | Joana Gonçalves     | Yamaha       | 075    |
| 14.  | Kimberley Braam     | Kawasaki     | 075    |
| 15.  | Natalie Kane        | Honda        | 061    |
| 16.  | Larissa Papenmeier  | Suzuki       | 052    |
| 17.  | Julie Dalgaard      | Honda        | 051    |
| 18.  | Britt Van Der Werff | Suzuki       | 050    |
| 19.  | Jessica Moore       | KTM          | 047    |
| 20.  | Anne Borchers       | Suzuki       | 041    |
| 21.  | Shana van der Vlist | Yamaha       | 041    |
| 22.  | Gloria Jacquemard   | Kawasaki     | 039    |
| 23.  | Floriana Parrini    | Yamaha       | 036    |
| 24.  | Frida Östlund       | Honda        | 032    |

| Rang | Fahrer             | Konstrukteur | Punkte |
| ---- | ------------------ | ------------ | ------ |
| 25.  | Emelie Dahl        | Yamaha       | 027    |
| 26.  | Joanna Miller      | KTM          | 023    |
| 27.  | Jekaterina Gurjewa | KTM          | 023    |
| 28.  | Stefany Serrão     | Honda        | 020    |
| 29.  | Gabrielle Hamlet   | KTM          | 017    |
| 30.  | Juri Hatao         | Kawasaki     | 016    |
| 31.  | Kim Irmgartz       | Suzuki       | 014    |
| 32.  | Saya Yasuhara      | Yamaha       | 014    |
| 33.  | Catja Rasmussen    | Suzuki       | 014    |
| 34.  | Sayaka Kaneshiro   | Honda        | 012    |
| 35.  | Janina Lehmann     | KTM          | 012    |
| 36.  | Jessie Joineau     | Honda        | 011    |
| 37.  | Sandra Bölkow      | Husqvarna    | 008    |
| 38.  | Ljubow Leontjewa   | Yamaha       | 008    |
| 39.  | Amie Goodlad       | Honda        | 007    |
| 40.  | Mathilde Denis     | Yamaha       | 007    |
| 41.  | Mathilde Martinez  | Husqvarna    | 006    |
| 42.  | Stacey Fisher      | KTM          | 006    |
| 43.  | Line Dam           | Yamaha       | 003    |
| 44.  | Giorgia Montini    | Yamaha       | 002    |
| 45.  | Alexandra Haupt    | Kawasaki     | 002    |
| 46.  | Nucha Senaphirom   | Yamaha       | 002    |
| 47.  | Barbora Laňková    | Suzuki       | 001    |
| 48.  | Laura Soller       | KTM          | 001    |

### Konstrukteurswertung
| \| Rang \| Konstrukteur \| Punkte \| \| ---- \| ------------ \| ------ \| \| 01. \| Yamaha \| 283 \| \| 02. \| Kawasaki \| 250 \| \| 03. \| KTM \| 207 \| \| 04. \| Suzuki \| 180 \| \| 05. \| Honda \| 144 \| \| 06. \| Husqvarna \| 092 \| |              |        |
| Rang | Konstrukteur | Punkte |
| 01. | Yamaha       | 283    |
| 02. | Kawasaki     | 250    |
| 03. | KTM          | 207    |
| 04. | Suzuki       | 180    |
| 05. | Honda        | 144    |
| 06. | Husqvarna    | 092    |